# اثرات فمینیسم بر جامعه
اثرات فمینیسم بر جامعه (انگلیسی: Feminist effects on society) به این اشاره دارد که جنبش فمینیسم بر تغییرات در جامعه از جمله حق رأی زنان، دسترسی بیشتر به آموزش؛ دستمزد عادلانه‌تر نسبت به مردان؛ حق طلاق؛ حق زنان برای تصمیم‌گیری فردی در مورد بارداری؛ از جمله دسترسی به وسایل پیشگیری از بارداری و سقط جنین (در برخی جوامع) و حق مالکیت تأثیر گذاشته است.
استیون پینکر، پروفسور روان‌شناسی هاروارد، استدلال می‌کند که فمینیسم خشونت خانگی علیه مردان را کاهش داده است، زیرا احتمال کشته شدن توسط شریک جنسی زن شش برابر کاهش یافته است. با این حال، فمینیسم موج چهارم با افزایش قابل توجه خشونت مردانه و زن‌کشی هم‌زمان شده است، که بسیاری آن را واکنش متقابل تلقی می‌کنند.